# Vogelzug

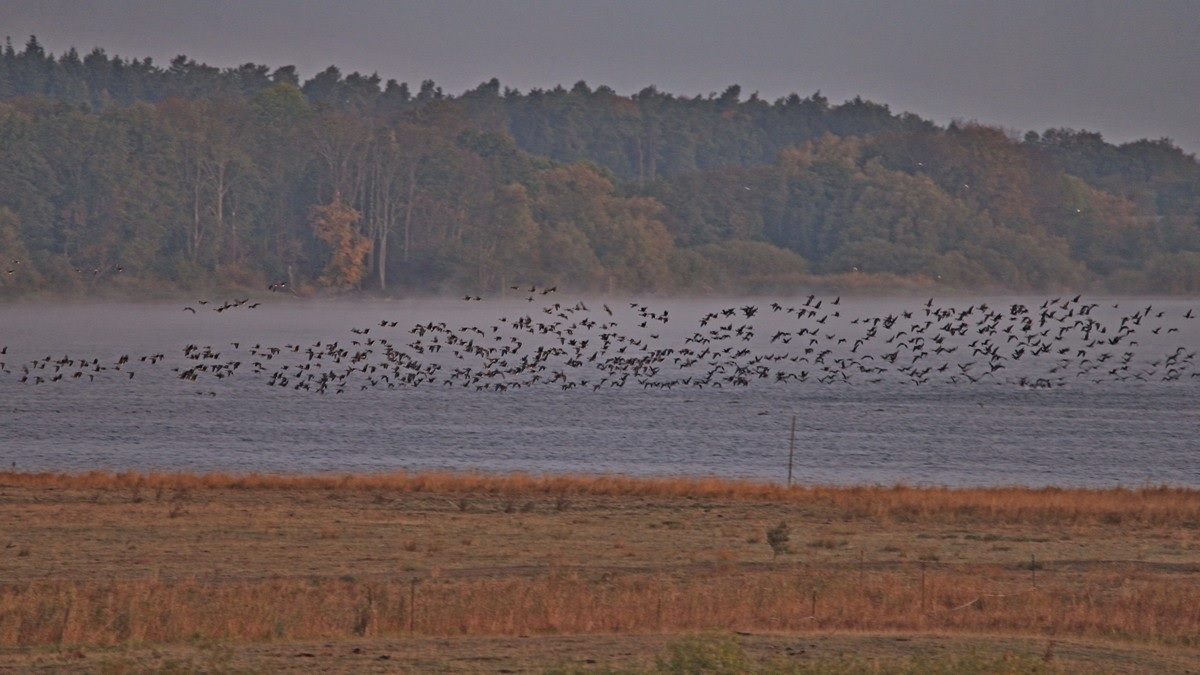
Aufbrechende Gänse an der Müritz

Als Vogelzug bezeichnet man den alljährlichen Flug der Zugvögel von ihren Brutgebieten zu ihren Winterquartieren und wieder zurück. Jährlich sind weltweit schätzungsweise 50 Milliarden Zugvögel unterwegs, davon etwa fünf Milliarden zwischen Europa und Afrika.
Als Zugvogel wird eine Vogelart dann bezeichnet, wenn sie verschiedene Jahreszeiten an unterschiedlichen Orten verbringt. Obligate Zugvögel verlassen immer ungefähr zur selben Zeit und unabhängig von klimatischen Bedingungen ihre Brutgebiete, fliegen auf etwa gleichbleibenden Routen zu ihrem Winterquartier und kehren im darauffolgenden Frühjahr zurück.
Das Gegenstück zum Zugvogel ist der Standvogel. Vogelarten, bei denen nur ein Teil der Populationen zieht, bezeichnet man als Teilzieher. Eine andere Mischform sind Strichvögel: Sie verlassen im Winter ihr Brutgebiet, bleiben aber in denselben Breiten.

## Merkmale des Vogelzugs

### Distanzen und Zugwege

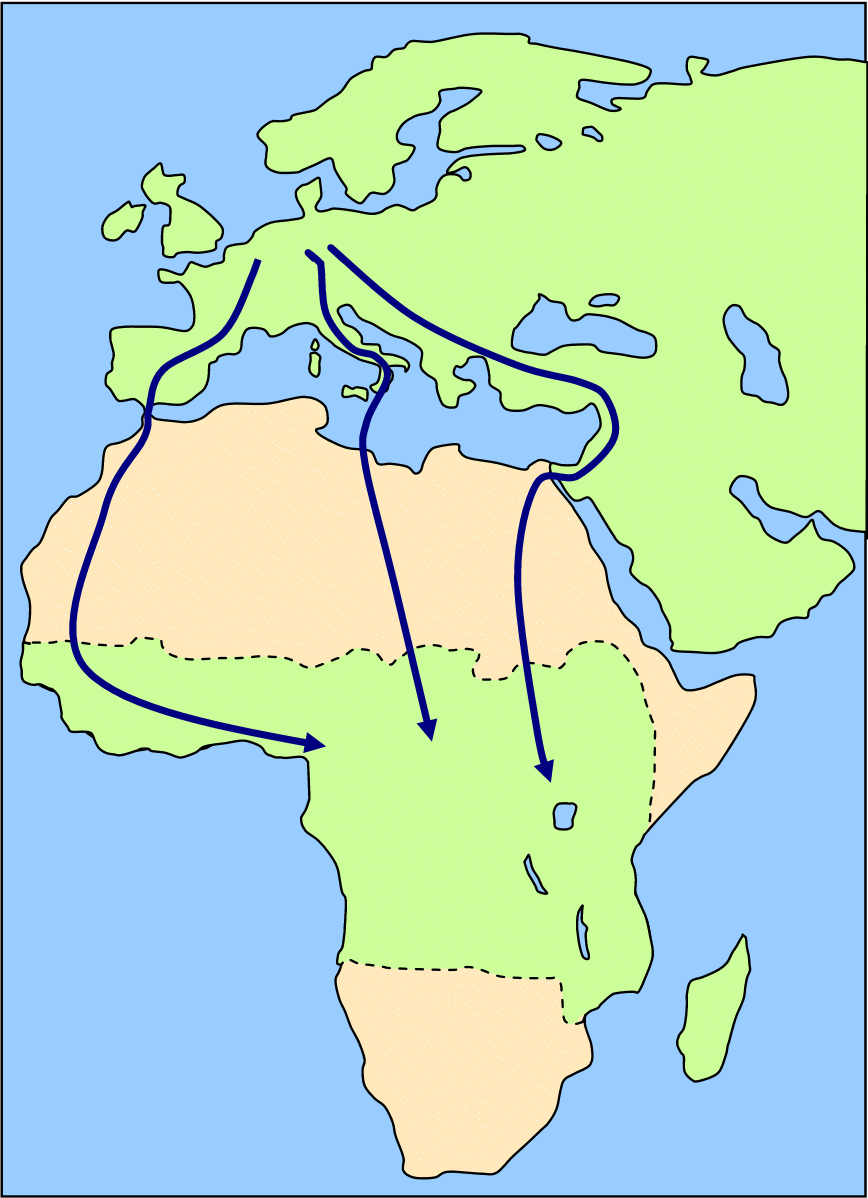
Beispiel für Mittelstreckenzieher:
Die Brutgebiete liegen in Europa, die Winterquartiere in Zentralafrika. Die Zugwege verlaufen größtenteils über Land.

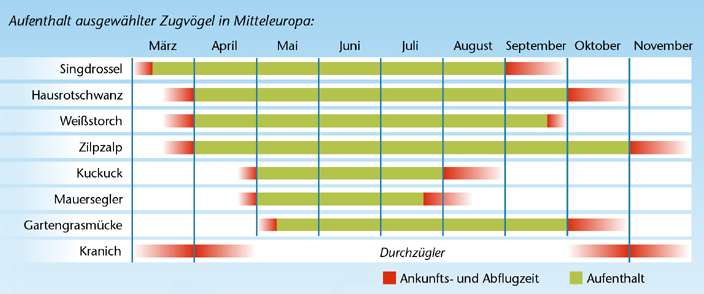
Aufenthaltszeiten einiger Zugvögel in Mitteleuropa

Nach der zurückgelegten Distanz unterscheidet man Kurzstreckenzieher, Mittelstreckenzieher und Langstreckenzieher.
- Viele Zugvögel pendeln zwischen ihren Brutgebieten in Mitteleuropa und dem wärmeren Südeuropa oder Nordafrika, wo sie sich im Winter aufhalten (Kurzstreckenzieher).
- Andere wechseln zwischen Europa und Zentralafrika (Mittelstreckenzieher) oder Südafrika (Langstreckenzieher).
- Einige Vogelarten ziehen aus Skandinavien oder Sibirien nach Mitteleuropa (vielfach Mittelstreckenzieher).
- Viele arktische Wasservögel überwintern am Niederrhein und an der Nordseeküste.
- Viele Singvögel aus Nord- und Osteuropa suchen im Winter die Wärme in West- und Mitteleuropa.

Wie im September 2007 berichtet wurde, hat eine weibliche Pfuhlschnepfe mit der Bezeichnung E7 einen 11.500 Kilometer langen Flug (ohne Höhenberechnung) von Alaska nach Neuseeland nonstop durchgeführt. Der Vogel war wie mehrere andere mit einem Sender ausgestattet. Dieses Tier hielt damit, soweit bekannt, den Flugweitenrekord für Zugvögel.
Im Oktober 2020 überbot ein Artgenosse diesen Rekord und knackte die 12.000-Kilometer-Marke.

### Flughöhen
Peter Berthold zufolge ziehen die meisten Vögel sowohl in Norddeutschland als auch im Schweizer Mittelland in Höhen unter 1000 Metern. Allerdings wurden in Europa auch schon Schwäne beobachtet, die in 8000 bis 8500 Metern flogen. Selbst der Himalaya wird von vielen Zugvogel-Arten überquert, wobei die Tiere Höhen von 7000 bis 10.000 Metern erreichen.
In Mitteleuropa ziehen außerhalb von Gebirgen tags ziehende Arten meist niedriger als nachts ziehende. 40–50 % der Tagzieher und 20–25 % der Nachtzieher fliegen dabei unter 200 m über dem Boden. Systematische Zugbeobachtungen am Randecker Maar ergaben dort Flughöhen von 100–200 m über dem Boden für die Mehrzahl der Mäusebussarde und für 94 % der gesamten beobachteten Arten Flughöhen unter 200 m.

### Flüge in der Nacht und am Tag
Der größte Teil des Vogelzugs geschieht nachts. Mit Hilfe von Radar-Ortungen konnte das Verhalten von Zugvögeln beim Trans-Sahara-Zug im Gebiet von Mauretanien beschrieben werden. Die von Schmaljohann et al. (2007) beobachteten, im Herbst von Europa nach Süden und im Frühjahr wieder nach Norden ziehenden Vögel halten sich zumeist tagsüber in Bodennähe auf und ziehen überwiegend nachts. Die einzeln reisenden Vögel stiegen beim Sonnenuntergang in die Höhe und landeten im Sand, sobald die Sonne aufging. Zuvor hatten einige Forscher angenommen, dass sie in einem 40-stündigen Nonstop-Flug die heißen Wüstengebiete der Sahara überfliegen.
Beobachtungen der Arbeitsgruppe der Schweizerischen Vogelwarte Sempach deuten darauf hin, dass es speziell für Leichtgewichte wie Fitis, Trauerschnäpper und Gartengrasmücke kräfteschonender ist, wenn sie die heißen Stunden ruhend am Boden verbringen und nicht in den turbulenten Luftmassen fliegen.
Große und schwere Vögel bevorzugen den Flug am Tag und über Land und nutzen meist die V-Formation, um Energie zu sparen. Sie lassen sich von den aufgeheizten Luftmassen nach oben tragen und segeln anschließend in die gewünschte Zugrichtung (siehe Thermiksegler).

### Weitere Flugstrategien
Die meisten Arten der Zugvögel ziehen im Breitfrontzug, das heißt breitflächig, solange keine Barrieren (wie Gebirge oder Meere) die Route vorgeben. Wenn Zugvögel auf ihrem Weg an bestimmte Rastplätze gebunden sind, ziehen sie auf Zugstraßen (Schmalfrontzug).
Bei manchen Arten und Populationen sind Hin- und Rückweg verschieden, siehe Schleifenzug.

## Die Ursachen des Vogelzugs
Die biologischen Grundlagen des Vogelzugs können sowohl aus ökologischer als aus genetischer und physiologischer Sicht erörtert werden. Bei der Evolution des Vogelzugs haben diese Aspekte zusammengewirkt.

### Ökologische Ursachen
Wichtigste ökologische Ursache des Vogelzugs ist das jahreszeitlich extrem unterschiedliche Nahrungsangebot in den Brutgebieten: Während Insektenfresser zum Beispiel im Umkreis der Ostsee im Frühjahr und Sommer reichlich Nahrung vorfinden, ist es dort im Winter derart kalt, dass kaum noch Insekten umherfliegen und große Vogelpopulationen daher unter Nahrungsmangel leiden und zugrunde gehen würden. Umgekehrt versammeln sich in den weiter südlich gelegenen Winterquartieren derart viele Vögel, dass auch dort die Nahrung zu knapp wird, als dass noch Eier gelegt und die Jungvögel später mit Nahrung versorgt werden könnten.
Das Ausweichen nach Norden im Sommer hat auch den Vorteil, dass die sehr lange Taghelligkeit die Zeit zur Futtersuche verlängert und so die Aufzucht der Jungen begünstigen kann.
Der kräftezehrende Vogelzug ist insofern gewissermaßen eine „Notlösung“ (genauer: eine evolutionäre Anpassungsleistung) jener Vogelarten, die grundsätzlich nur in einem relativ warmen Klima überleben können, im Verlauf der Stammesgeschichte aber einen Ausweg gefunden haben, um auch vergleichsweise unwirtliche Gebiete besiedeln zu können.

### Genetische Ursachen
Ob ein Vogel zieht, wohin er zieht, und wann bei ihm die Zugunruhe einsetzt, ist genetisch festgelegt: Sowohl die Flugrichtung als auch die Flugdauer sind angeboren. Dies haben unter anderen Peter Berthold, Eberhard Gwinner sowie Wolfgang Wiltschko und Roswitha Wiltschko experimentell nachgewiesen. So gibt es Vogelarten, bei denen Teilpopulationen von Norden kommend in südöstlicher Richtung um die Alpen herum fliegen und andere Teilpopulationen in südwestlicher Richtung. Werden Individuen beider Teilpopulationen miteinander verpaart, wählen die Nachkommen einen mittleren Weg – in einzelnen Fällen kurioserweise sogar statt nach Süden nach Norden, in Richtung der Britischen Inseln. Die Verpaarung von Fernziehern mit Kurzstreckenziehern erbrachte vergleichbare intermediäre Verhaltensweisen in der Folgegeneration.
Ferner wurden Vögel vom Schlüpfen an unter konstanten Bedingungen im Labor handaufgezogen, so dass sie nie Kontakt zu frei lebenden Artgenossen hatten und keine Jahreszeiten kannten. Dennoch zeigten sie die für Zugvögel typische Zugunruhe, das heißt eine Steigerung von motorischer Aktivität im Herbst und im Frühjahr. Allerdings war der Abstand von einer herbstlichen Zugunruhe zur nächsten meist etwas kürzer als ein Jahr. Das bedeutet, dass die Bereitschaft zum Ziehen zwar angeboren ist, der optimale Abflugtermin aber auch durch Umwelteinflüsse (zum Beispiel durch Witterungsbedingungen und Futterangebot) zumindest in geringem Maße beeinflusst wird.

### Physiologische Ursachen
Die genauen physiologischen, speziell die hormonellen Mechanismen, die letztlich zum Einsetzen des Vogelzugs führen, sind derzeit Gegenstand intensiver Forschung.

### Vogelzug und Evolution
Auf welche Weise sich der Vogelzug im Verlauf der Stammesgeschichte der Vögel herausgebildet hat, ist spekulativ, da es keine fossilen Überlieferungen für derartige Verhaltensweisen gibt. Nur der Mechanismus ist nachvollziehbar, der den Erhalt der angeborenen Fähigkeit zum Ziehen bewirkt: Ist das Nahrungsangebot am Zielort des saisonalen Vogelzugs gut, dann überleben dort die meisten der angekommenen Zugvögel. Ist das Nahrungsangebot hingegen unzureichend, so sterben sie. Das heißt: Nur jene Vögel, die dank ihrer Erbanlagen sowohl die richtige Richtung wählen als auch eine angemessene Flugstrecke, können ihre Gene und damit ihr Zugvogelverhalten an die nächste Generation weitergeben.
Der Vogelzug wird also auch heute noch durch die Selektion der am besten angepassten Individuen stabilisiert.

## Orientierung

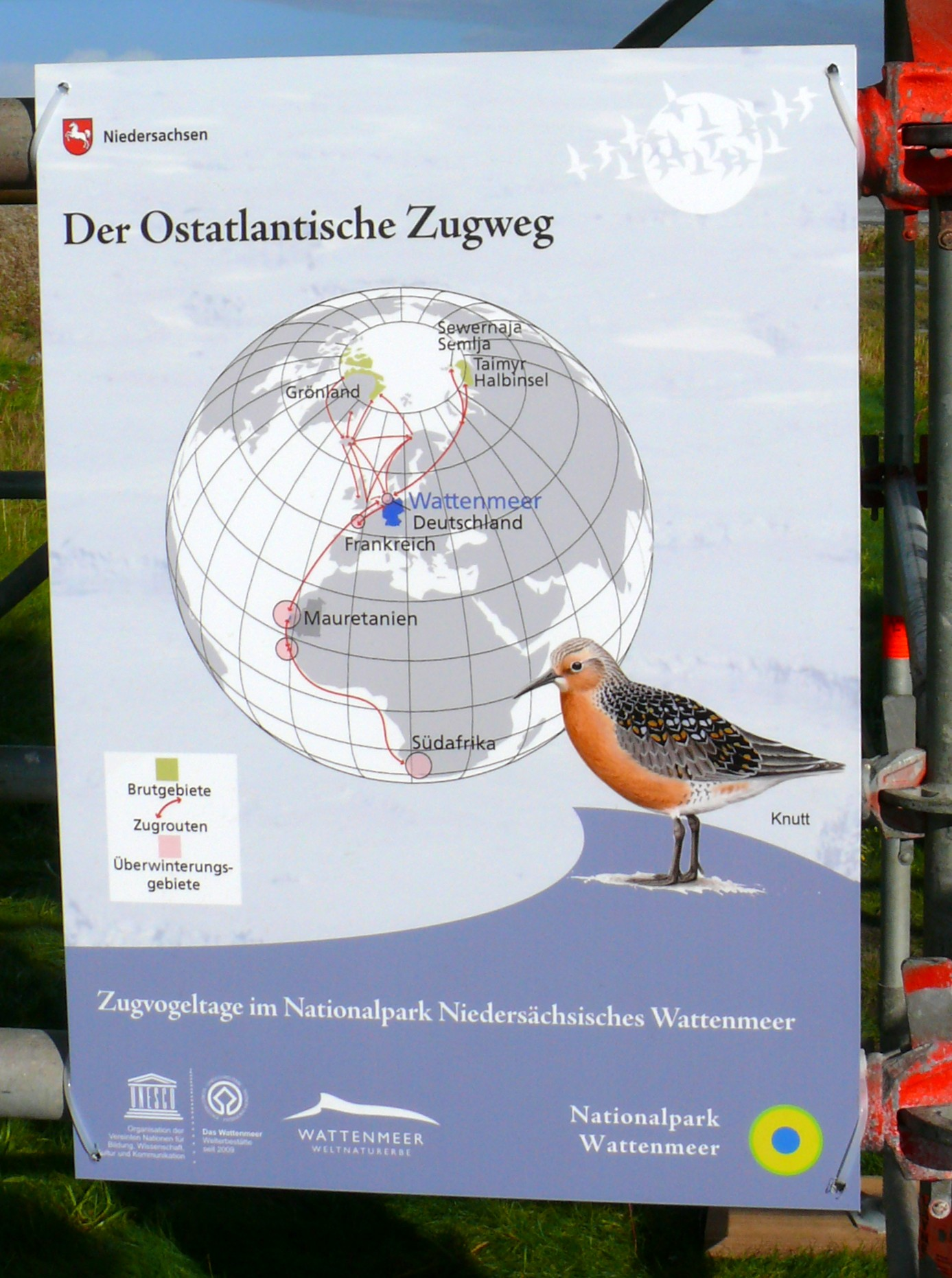
Der Ostatlantische Zugweg

Um sich auf ihrem Zugweg zu orientieren, benutzen die Vögel einen „inneren Kompass“, aber auch die astronomische Navigation (Stand von Navigationssternen oder Sonnenstand) sowie Landmarken. Meist werden verschiedene Informationen gleichzeitig genutzt.
Trotz der ausgeprägten Orientierungsfähigkeit der Zugvögel wird das Ziel nicht immer erreicht. Beispielsweise können Witterungseinflüsse bewirken, dass die Vögel über das Ziel hinausschießen (Zugprolongation). Wenn sie weit von ihrem Ziel oder der Zugroute abkommen, spricht man von Irrgästen.

### Magnetsinn
Der „innere Kompass“ ist vermutlich die Folge eines Magnetsinns, genauer: von Magnetfeld-Rezeptoren, mit deren Hilfe die Vögel den Neigungswinkel des Erdmagnetfeldes wahrnehmen können. Bei Rotkehlchen befindet sich dieser Rezeptor offenbar im rechten Auge: Deckt man das Auge ab, verlieren sie die Fähigkeit zur Orientierung im Erdmagnetfeld. Bei Haustauben wurde zusätzlich gezeigt, dass sich ein zweiter Magnetsensor in der Haut des Oberschnabels befindet; er könne die Stärke des Magnetfeldes messen.
Laut einer Untersuchung aus Oldenburg beeinträchtigt Elektrosmog im Frequenzbereich von zwei Kilohertz bis fünf Megahertz den Magnetkompass der Zugvögel. Dieser relativ niedrige Frequenzbereich ist schon bei normalen Haushaltsgeräten vorzufinden. Haben sich die Vögel aus dem Elektrosmog-Areal entfernt, orientieren sie sich wieder problemlos am Magnetfeld der Erde.

### Sternenhimmel
Manche Vögel können sich anhand des nächtlichen Sternenhimmels orientieren. Schon in den 1970er Jahren wurde dies bei Grasmücken in einem Planetarium nachgewiesen, wobei vor allem die Gesamtrotation des Sternenhimmels beachtet zu werden scheint und weniger bestimmte Veränderungen der Sterne zueinander. Handaufgezogene Indigofinken, die als Jungtiere niemals den Sternenhimmel zu sehen bekamen, waren später auf dem Zug nicht in der Lage, sich wie ihre frei lebenden Artgenossen zu orientieren – was als Hinweis dafür angesehen werden kann, dass die astronomische Navigation („Sternenkompass“) erlernt werden muss. Wurde solchen handaufgezogenen Tieren hingegen in einem Planetarium zwischen dem Flüggewerden und dem ersten Herbstzug ein um den Nordstern rotierender Sternenhimmel dargeboten, zeigten sie ein normal nach Süden hin gerichtetes Zugverhalten.

### Sonnenstand
Den Sonnenstand können manche Vögel, so bei Sonnenauf- und -untergang, zur Orientierung heranziehen. Ihre Fähigkeit, UV-Licht wahrzunehmen, könnte die Orientierung am Sonnenstand auch bei diesiger Witterung erleichtern. Es gibt ferner Studien, die darauf hindeuten, dass zumindest einige Vogelarten auch die Polarisationsmuster des Himmels wahrnehmen, die sich – abhängig vom Stand der Sonne – im Tagesverlauf ändern. Wie verbreitet diese Fähigkeit ist und ob sie beim Vogelzug wirklich genutzt wird, ist aber ungeklärt.

### Landmarken
Einige Forschungsarbeiten weisen darauf hin, dass auch Landmarken der Orientierung dienen, zum Beispiel der Verlauf von Autobahnen und die Beleuchtung von Großstädten. Daher ist anzunehmen, dass die Lichtverschmutzung und Lasershows bei Großveranstaltungen die Orientierung der Zugvögel stören können.

## Vogelzug und Stoffwechsel

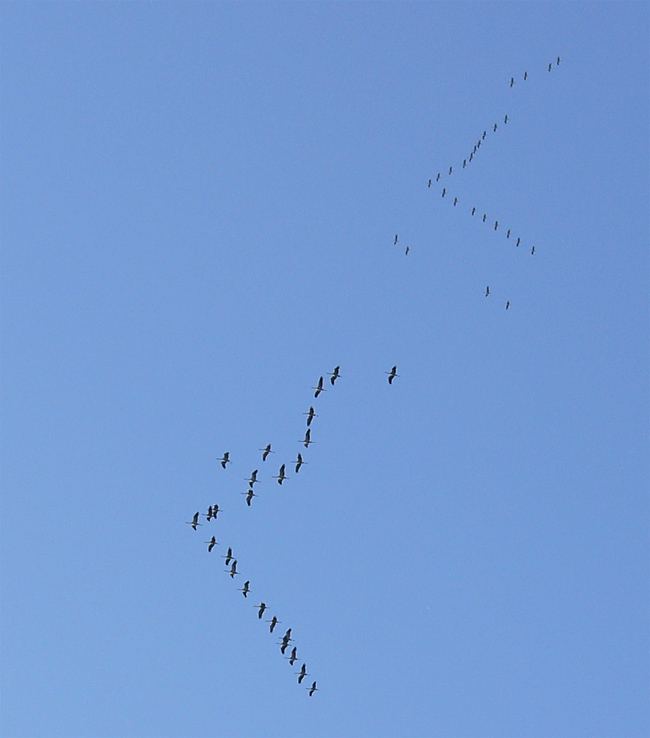
V-Formationen ziehender Kraniche

Um auch große Distanzen ohne Nahrungsaufnahme zurücklegen zu können, aktivieren die Zugvögel nicht nur ihre vor Beginn des Vogelzugs angelegten Fettvorräte. Sie greifen sogar auf die Eiweiße ihrer inneren Organe zurück, so dass auch diese zumindest teilweise dem Stoffwechsel zwecks Energiegewinnung zugeführt werden. Bei diesem auch Verbrennung genannten Vorgang wird Wasser freigesetzt, das in erheblichem Maße dazu beiträgt, die Aufnahme von Trinkwasser zu verringern.
Bei Grauschnäppern wurde in den 1980er Jahren nachgewiesen, dass die Dauer ihrer Zwischenstationen in Oasen der Sahara von den Fettreserven abhängig ist. Gut genährte Tiere hielten sich dort kürzer auf als weniger gut genährte. Vergleichbare Ergebnisse brachten auch etliche Laborstudien: Mit wenig Futter versorgte Tiere zeigten eine geringere Zugunruhe als jene Artgenossen, die sich reichlich Fett anfressen konnten.

## Erfassung der Flugrouten

### Visuelle Beobachtung

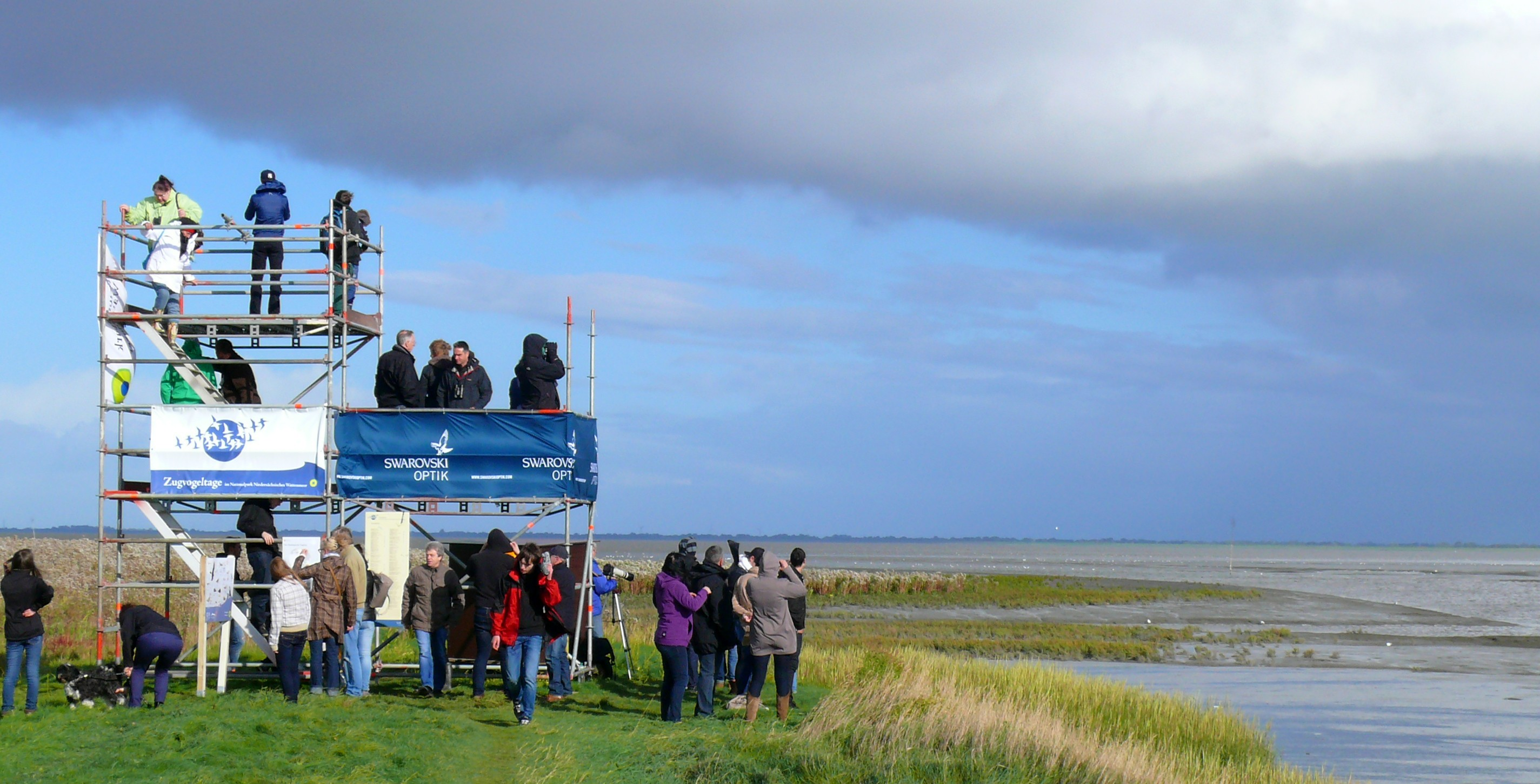
Beobachtungsturm am Jadebusen während der Zugvogeltage

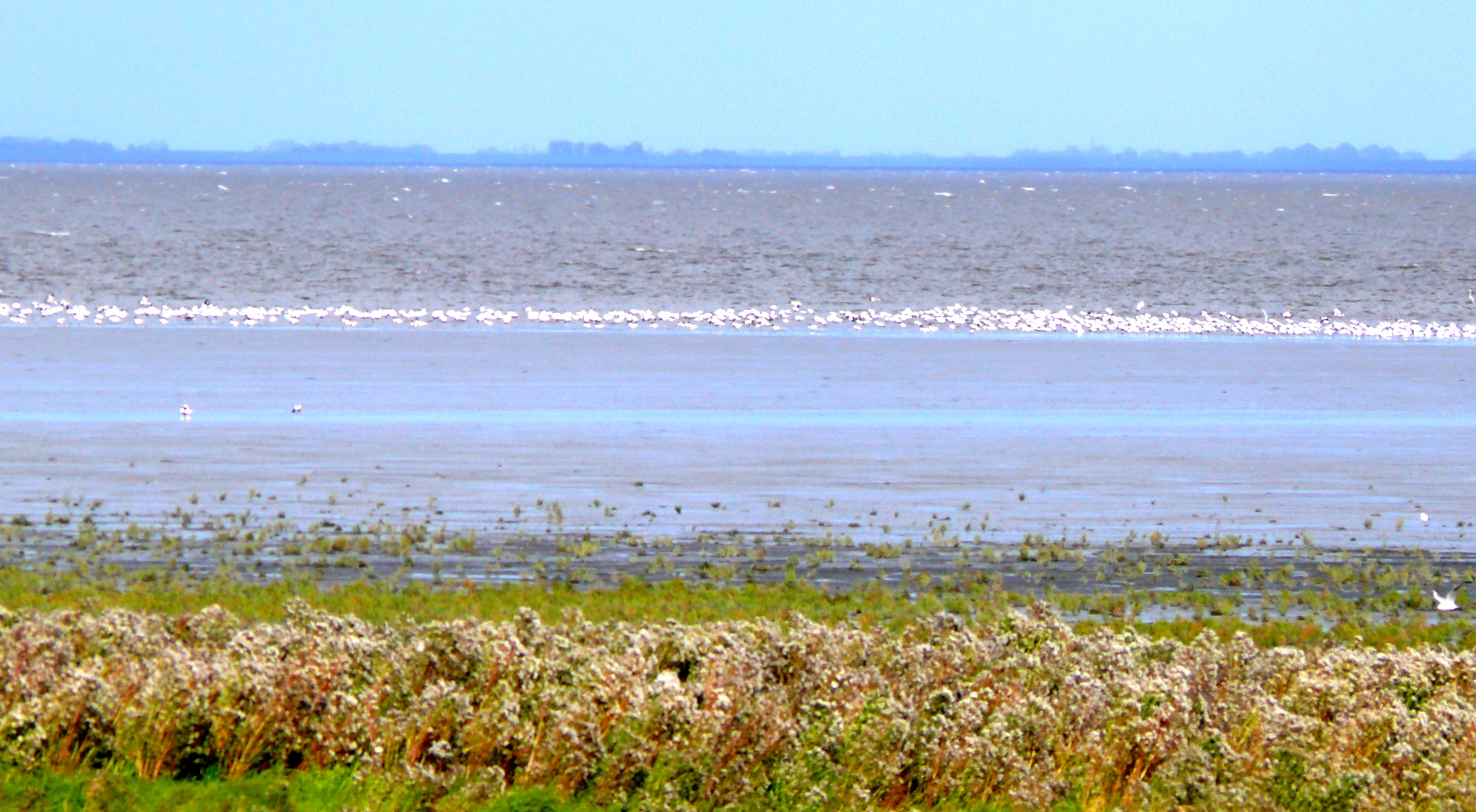
Rastende Vögel am Vareler Hafen

Im Nationalpark Wattenmeer können große Schwärme von Zugvögeln auf der Rast im Wattenmeer beobachtet werden. Die Nationalparkverwaltung Niedersächsisches Wattenmeer führt „Zugvogeltage“ mit einem umfangreichen Programm durch. Am Jadebusen wird zur Vogelbeobachtung ein Turm aufgestellt, auf dem weit reichende Fernrohre zur Verfügung stehen. In Erweiterung der direkten visuellen Beobachtung scheint ebenfalls das Suchinteresse der Bevölkerung – beispielsweise über die Suchmaschine von Google – mit dem jahreszeitlichen Auftreten von Zugvögeln in der jeweiligen Region zu korrelieren und bietet ein weiteres, datenanalytisches Instrument zur Analyse des Vogelzuges.

### Erfassung mit Radar
Nächtliche Flüge entziehen sich der visuellen Beobachtung. Auch der Umstand, dass Vögel gelegentlich in sehr großen Höhen und damit über den Wolken ziehen, macht eine visuelle Erfassung ohne technische Hilfsmittel unmöglich. Radargeräte geben dagegen weitestgehend unabhängig von Sichtverhältnissen Auskunft über die Intensität des Vogelzugs. Der Deutsche Ausschuss zur Verhütung von Vogelschlägen im Luftverkehr (DAVVL e. V.) macht sich diese Technik bereits seit den 1960er-Jahren zur Warnung der Luftfahrer vor verstärktem Vogelaufkommen und damit einhergehender Vogelschlaggefahr zunutze. Je nach Radartyp sind Informationen zu Vogelzugzeiten, -intensitäten, -höhen und räumlichen Verteilungen aus den Radarechos abzulesen. Sie werden zu Warnmeldungen, den so genannten Birdtam, weiterverarbeitet und sind über die Website des DAVVL einzusehen.

### Weitere Methoden
Das Auslesen der Ringe von beringten Vögeln ermöglicht Rückschlüsse auf ihr Zugverhalten. Beispielsweise beschäftigt sich die Vogelwarte Helgoland (heutiger Hauptsitz in Wilhelmshaven) als nordwestdeutsche Beringungszentrale seit 1910 schwerpunktmäßig mit der Vogelzugforschung.
Zur genaueren Erfassung von Flugrouten werden größere Vögel mit Satellitensendern, kleine mit Helldunkelgeolokatoren versehen.

## Veränderung des Zugverhaltens
Seit einigen Jahren lässt sich eine Veränderung des Zugverhaltens vieler Vogelpopulationen feststellen: Immer mehr Vogelarten, die früher obligatorische Zieher waren, überwintern inzwischen in Mitteleuropa, beispielsweise Mönchsgrasmücke und Zilpzalp. Auch Weißstörche bleiben im Winter vermehrt in Deutschland oder in der Schweiz. Einige Starenpopulationen haben ihre Zugrichtung sogar komplett umgekehrt und ziehen in nördliche Richtungen: in große Städte, wo sie auch in der kalten Jahreszeit ein ausreichendes Nahrungsangebot vorfinden.
Einige Wissenschaftler bringen diese Entwicklung mit den Folgen der globalen Erwärmung in Zusammenhang.

## Abgrenzung
Wenn Vögel wegen Nahrungsmangel ihr Populationsgebiet aufgeben und sich in weit entfernten Regionen ansiedeln, spricht man von Invasionsvögeln. Weil es dabei nicht um regelmäßige Hin- und Rückflüge handelt, hat dieses Phänomen nichts mit dem Vogelzug zu tun.
Weiterhin vom Vogelzug zu unterscheiden ist die Dismigration. Das sind Zerstreuungswanderungen vor allem von Jungvögeln, die der Ausweitung des Lebensraums dienen. Die dabei zurückgelegten Strecken sind viel kürzer als beim Vogelzug – oft nur wenige Kilometer, höchstens einige hundert Kilometer.

## Verwandte Themen
- Pfeilstörche waren für die Erforschung des Vogelzugs im 19. Jahrhundert bedeutsam.[27] Sie hatten bei ihrer Rückkehr nach Europa einen Pfeil im Körper, der auf eine Jagd in Äquatorialafrika schließen ließ.
- Der Handflügelindex ermöglicht es, das Zugverhalten ausgestorbener Arten zu rekonstruieren.
- Die Via Pontica ist eine alte Römerstraße, die mit der Route mancher Zugvögel zusammenfällt.
- Wanderfische können als aquatisches Gegenstück zu Zugvögeln gesehen werden, da sie zum Laichen ihr Habitat wechseln.

## Belege
1. ↑  Rekord: Vogel flog 11.500 Kilometer nonstop science.orf.at, 11. September 2007.
2. ↑  Schnepfe stellt Flugrekord auf auf www.sueddeutsche.de, abgerufen am 27. Oktober 2020
3. ↑  Peter Berthold: Vogelzug. Eine aktuelle Gesamtübersicht. 6. Auflage. Wissenschaftliche Buchgesellschaft, Darmstadt 2008, S. 97, ISBN 978-3-534-20267-6.
4. ↑  Franz Bairlein: Das große Buch vom Vogelzug. Eine umfassende Gesamtdarstellung. 1. Auflage. Aula-Verlag, Wiebelsheim 2022, ISBN 978-3-89104-825-2, S. 155–156.
5. ↑  Heiko Schmaljohann, Felix Liechti, Bruno Bruderer: Songbird migration across the Sahara: the non-stop hypothesis rejected! In: Proceedings of the Royal Society B: Biological Sciences. Band 274, Nr. 1610, 2007, S. 735–739, doi:10.1098/rspb.2006.0011, PMC 2197203 (freier Volltext).
6. ↑  Dietrich Hummel: Die Leistungsersparnis beim Verbandsflug. In: Journal für Ornithologie. Band 114, Nr. 3, 1973, S. 259–282, doi:10.1007/BF01640336
7. ↑  P. B. S. Lissman, C. A. Shollenberger: Formation flight by birds. In: Science. Band 168, 1970, S. 1003–1005.
8. ↑  J. P. Badgerow, F. R. Hainsworth: Energy savings through formation flights? A reexamination of the vee formation. In: Journal of Theoretical Biology. Band 93, Nr. 1, 1981, S. 41–52.
9. ↑  C. J. Cutts, J. R. Speakman: Energy savings in formation flight of pink-footed geese. In: Journal of Experimental Biology. Band 189, Nr. 1, 1994, S. 251–261, Volltext (PDF)
10. ↑  Henri Weimerskirch, Julien Martin, Yannick Clerquin, Peggy Alexandre, Sarka Jiraskova: Energy saving in flight formation. In: Nature. Band 413, Nr. 6857, 2001, S. 697–698. doi:10.1038/35099670.
11. ↑  Vgl. Ostatlantischer Zugweg der Küstenvögel Poster des WWF (PDF; 1020 kB)
12. ↑  Pol-Position: Kein Problem für Zugvögel. Das Navigationssystem der Dachsammer. Auf: wissenschaft.de vom 7. September 2005
13. 1 2 3  Wolfgang Wiltschko, Roswitha Wiltschko: The interaction of stars and magnetic field in the orientation system of night migrating birds. In: Zeitschrift für Tierpsychologie. Band 37, Nr. 4, 1975, S. 337–355. doi:10.1111/j.1439-0310.1975.tb00885.x.
14. ↑  Wolfgang Wiltschko und Roswitha Wiltschko: Magnetic compass orientation in birds and its physiological basis. In: Naturwissenschaften. Band 89, 2002, S. 445–452, doi:10.1007/s00114-002-0356-5
15. ↑  Christiane Wilzeck et al.: Lateralization of magnetic compass orientation in pigeons. In: Journal of the Royal Society Interface. Band 7 (Suppl 2), 2010, S235–S240, doi: 10.1098/rsif.2009.0436.focus
16. ↑  Henrik Mouritsen und Thorsten Ritz: Magnetoreception and its use in bird navigation. In: Current Opinion in Neurobiology. Band 15, Nr. 4, 2005, S. 406–414, doi:10.1016/j.conb.2005.06.003
17. ↑  zur Übersicht über den Magnetsinn siehe: Wolfgang Wiltschko und Roswitha Wiltschko: Review: Magnetic orientation and magnetoreception in birds and other animals. In: Journal of Comparative Physiology A. Band 191, 2005, S. 675–693, doi:10.1007/s00359-005-0627-7, Volltext (PDF)
18. ↑  Svenja Engels et al.: Anthropogenic electromagnetic noise disrupts magnetic compass orientation in a migratory bird. In: Nature. Band 509, 2014, S. 353–356, doi:10.1038/nature13290
 Elektrosmog stört Orientierung von Zugvögeln. In: idw-online.de vom 7. Mai 2014
19. ↑  E. G. Franz Sauer, Eleonore M. Sauer: Star navigation of nocturnal migrating birds. The 1958 planetarium experiments. In: Cold Spring Harbor Symposia on Quantitative Biology. In: Cold Spring Harbor Laboratory Press, Band 25, 1960, S. 463–473. doi:10.1101/SQB.1960.025.01.048.
20. ↑  Stephen T. Emlen: The stellar-orientation system of a migratory bird. In: Scientific American. Band 233, Nr. 2, 1975, S. 102–111, Volltext (PDF) (Memento vom 31. Mai 2013 im Internet Archive)
21. ↑  Frank R. Moore: Sunset and the orientation behaviour of migrating birds. In: Biological Reviews. Band 62, Nr. 1, 1987, S. 65–86. doi:10.1111/j.1469-185X.1987.tb00626.x
22. ↑  A. T. D. Bennett, I. C. Cuthill: Ultraviolet vision in birds: what is its function? In: Vision Research. Band 34, Nr. 11, 1994, S. 1471–1478. doi:10.1016/0042-6989(94)90149-X.
23. ↑  Verity J.Greenwood, Emma L. Smith, Stuart C. Church, Julian C. Partridge: Behavioural investigation of polarisation sensitivity in the Japanese quail (Coturnix coturnix japonica) and the European starling (Sturnus vulgaris). In: Journal of Experimental Biology. Band 206, Nr. 18, 2003, S. 3201–3210, doi:10.1242/jeb.00537, Volltext (PDF).
24. ↑  Justin Marshall, Thomas W. Cronin: Polarisation vision. In: Current Biology. Band 21, Nr. 3, 2011, S. R101–R105. doi:10.1016/j.cub.2010.12.012.
25. ↑  Wolfgang Wiltschko, Roswitha Wiltschko: A theoretical model for migratory orientation and homing in birds. In: Oikos. Band 30, Nr. 2, 1978, S. 177–187, doi:10.2307/3543477.
26. ↑  Website der „Zugvogeltage“
27. 1 2  Martin Kaatz, Michael Kaatz, Anne Meinzenbach, Steffen Springer, Michael Zieger: From “arrow storks” to search engine data: Google Trends reveals seasonality in search interest for migratory white storks (Ciconia ciconia) in Germany. In: Zoologischer Anzeiger. Band 307, 1. November 2023, ISSN 0044-5231, S. 83–88, doi:10.1016/j.jcz.2023.09.005 (elsevier.com [abgerufen am 5. November 2024]).
28. ↑  Rembert Unterstell: „Wir sind dann mal weg.“ In: forschung – Das Magazin der Deutschen Forschungsgemeinschaft vom 4. Oktober 2013, S. 10–13, doi:10.1002/fors.201390043. Beitrag über den Vogelzug beim Steinschmätzer Volltext. (Memento vom 22. Oktober 2015 im Internet Archive).